# Mudança Democrática (Panamá)
Mudança Democrática (em espanhol:Cambio Democrático) é um partido político do Panamá.
Em 2009, seu líder, Ricardo Martinelli, foi eleito como presidente do país.